# Асад ибн Зурара
Асад ибн Зурара аль-Хазраджи (араб. أسعد بن زرارة‎; ум. 623, Медина) — один из сподвижников пророка Мухаммада, сыграл большую роль в распространении ислама в Медине.

## Биография
Происходил из племени Хазрадж. Ещё до начала пророческой миссии Мухаммада он отрёкся от язычества и стал последователем авраамического единобожия (ханифом).
Асад познакомился с пророком Мухаммадом в Мекке и был одним из первых мединцев, принявших ислам. Он принимал участие в первой клятве при Акабе. Проповедуя в среде племен Хазрадж и Аус, он столкнулся с определенными трудностями, и попросил Пророка послать к ним своего представителя. В ответ, Мухаммад послал в Медину Мусаба ибн Умайра, который вместе с Асадом вёл активную проповедническую деятельность в Медине. Дом Асада превратился в основной опорный пункт исламского движения в Медине.
Асад умер от болезни после переселения мусульман в Медину (хиджры). Это произошло в 623 году, накануне битвы при Бадре.